# Calvert Vaux

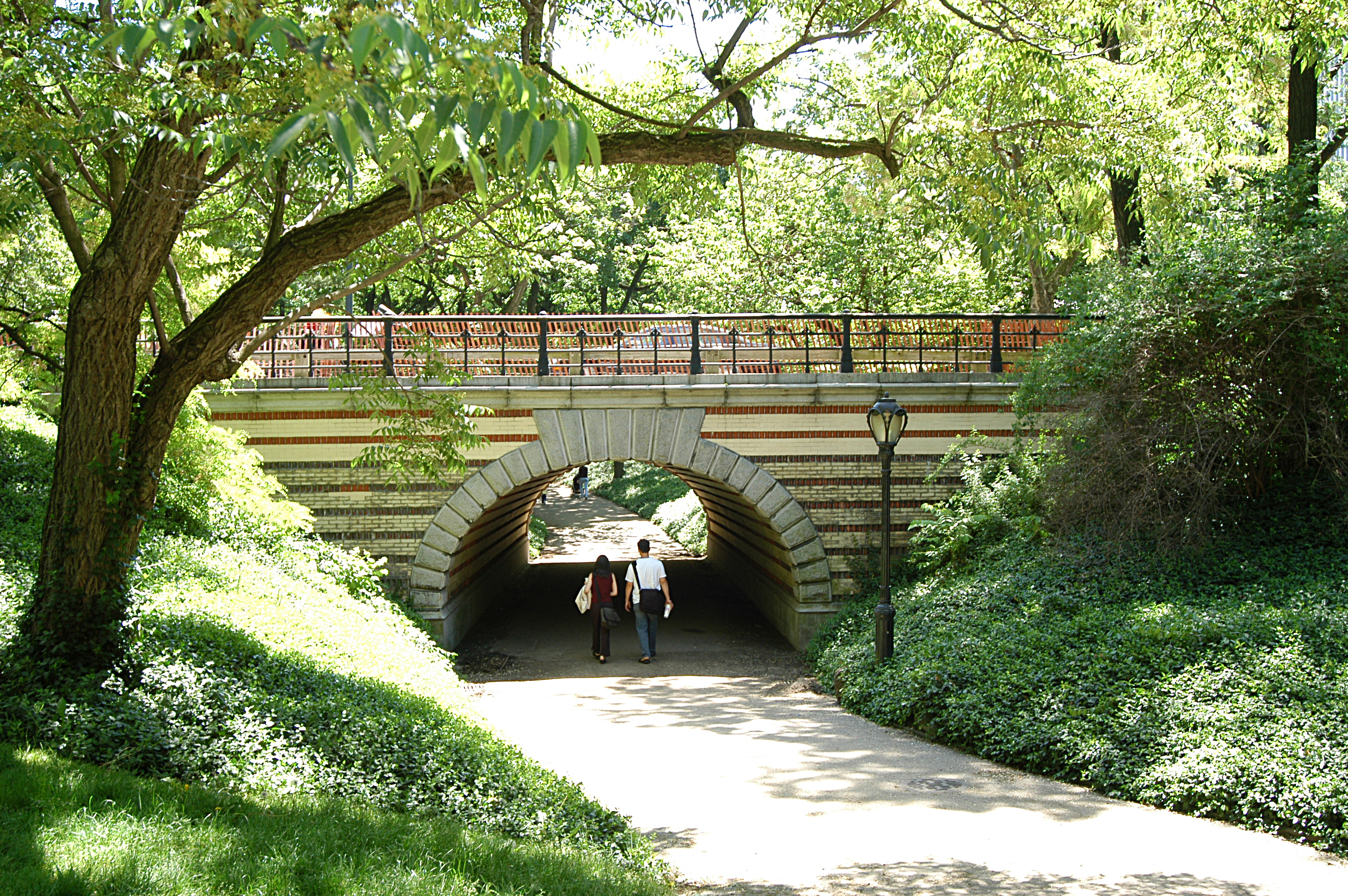
Pont de Central Park, dessiné par Calvert Vaux

Calvert Vaux (20 décembre 1824 – 19 novembre 1895), était un architecte et paysagiste américain. Il dessina les plans du Central Park de New York avec Frederick Law Olmsted.
Fils d'un chirurgien de Londres, Calvert Vaux est né 1824 et étudia l'architecture sous la direction de Lewis Nockalls Cottingham, connu pour appartenir au mouvement néogothique. Il vint ensuite à New York et se mit au service du célèbre paysagiste Andrew Downing. Calvert était influencé par les scènes rurales européennes et par les peintures allégoriques de l'école de l'Hudson . 
En 1998, la ville de New York lui dédie un parc situé au sud de Brooklyn, appelé Calvert Vaux Park.